# Hyposada melanosticta
Hyposada melanosticta là một loài bướm đêm trong họ Erebidae.